# 뉴욕 뉴저지 전역

뉴욕 뉴저지 전역(New York and New Jersey campaign)은 미국 독립 전쟁 중 1776년부터 1777년 겨울까지, 뉴욕 시와 뉴저지의 지배를 둘러싸고 윌리엄 하우 장군 지휘하는 영국군과 조지 워싱턴 장군이 지휘하는 대륙군 사이에서 벌어진 일련의 전투이다. 하우는 워싱턴 군을 뉴욕으로 쫓아내는 데 성공했지만, 뉴저지까지 손을 뻗어 무리한 탓에, 1777년 1월에는 뉴욕시 근처에 몇 전진 기지를 유지하는 것만으로 활동할 수 있는 전략 시즌을 종료하게 되었다. 영국군은 전쟁의 나머지 기간 뉴욕시를 유지하고 다른 표적에 대한 원정군의 기지로 계속 사용했다.
하우는 1776년 3월에 보스턴을 지키는 데 실패한 후 철수한 군대에 영국 본국에서의 원군과 또한 신성로마제국의 여러 제후 국가에서 독일 용병을 데려와 군대를 집결시켰다. 7월 3일에 영국군이 스태튼 섬에 무저항으로 상륙한 것을 시작으로, 8월에는 다시 롱아일랜드에 무혈입성했으며, 워싱턴 군을 브루클린이나 로어 맨해튼에서 북쪽의 화이트 플레인즈로 몰아냈다. 이 시점에서 하우는 맨해튼으로 돌아 와 맨해튼 섬의 북부에 워싱턴이 남기고 간 부대를 붙잡았다.
워싱턴 군은 보스턴 포위전에 참가한 부대 외에 멀리 버지니아 등의 식민지에서 연대가 보충되었다. 그 군대의 대부분은 허드슨강을 넘어 뉴저지에 걸쳐 또한 델라웨어강을 넘어 펜실베이니아까지 철수했지만, 병사의 징병 만료, 탈주 및 사기저하도 있고 세력이 약해지고 있었다. 하우는 12월이 되자 군대에 동계 숙영에 들어가라고 주문했으며, 뉴욕에서 뉴저지 벌링턴까지 일련의 전진 기지를 구축했다. 1776년 말, 워싱턴은 군대의 사기를 높이기 위해 얼어있는 델라웨어 강을 건너 뉴저지 트렌턴에 있던 영국군 수비대를 급습해 성공하고 하우의 전진 기지를 뉴브런즈윅과 뉴욕에 가까운 해안선까지 밀어낸다. 워싱턴 군은 뉴저지의 모리스 타운에서 동계 숙영을 했다. 그 겨울동안 영국군이 식량을 확보하려 했기 때문에 종종 교전이 반복했다.
영국군은 1783년에 미국 독립 전쟁이 끝날 때까지 뉴욕시와 그 주변의 영지를 계속 장악하여, 북아메리카의 다른 지역에 대한 전략 기지로 사용했다. 1777년 하우는 필라델피아를 점령하기 위한 작전을 개시하고, 뉴욕 지역의 지휘는 헨리 클린턴 장군에게 맡겼다. 한편 존 버고인 장군이 퀘벡에서 허드슨강 유역의 지배를 목표로 남하했지만, 새러토가에서 좌절했다. 전쟁의 나머지 기간 동안, 뉴저지 북부 해안은 뉴욕시를 점령한 영국군의 습격과 교전의 무대가 되었다.

## 배경
1775년 4월에 미국 독립 전쟁이 발발한 직후, 영국군과 식민지 군은 벙커 힐 전투에서 격돌했다. 그 전투에서 영국군이 승리했지만, 큰 대가를 치러야 했다는 소식이 런던에 알려졌다. 윌리엄 하우 장군과 북아메리카 식민지에 대한 담당관인 조지 저메인 경은 영국 제국 중에서 선발한 부대와 신성로마제국의 독일 제후 국가에서 고용한 용병부대를 뉴욕시로 보내 ‘단호한 작전’을 취할 것을 결정했다.

## 같이 보기
- 미국 독립 전쟁
- 미국 독립 전쟁의 전투 목록